# الشوب (ريمة)

تعديل مصدري - تعديل

الشوب أو قرية الشوب هي قرية جبلية في عزلة الاسلاف بمديرية السلفية التابعه لمحافظة ريمة اليمنية، بلغ تعداد سكانها 775 نسمة حسب إحصاء اليمن لعام 2004.

## المحلات التابعه للقرية
- بني نخوس
- الضهره السفلى
- ظهرة بني عيسى
- الولجة
- سوق الأثنين
- زعازع
- السدور